# Piotr Wiwczarek
Piotr Paweł Wiwczarek (Olsztyn, 22 ottobre 1965) è un cantautore, chitarrista e produttore discografico polacco.
Conosciuto anche con il soprannome Peter, è stato il fondatore della band death metal dei Vader nel 1983, di cui è tuttora cantante e chitarrista. Collabora anche con Bandid Rockin', Panzer X e Para Wino Band. Come produttore ha lavorato agli gli ultimi album della sua band, oltre che a Winds of Creation dei Decapitated.

## Discografia

### Con i Vader
- 1992 - The Ultimate Incantation
- 1995 - De Profundis
- 1997 - Black to the Blind
- 2000 - Litany
- 2002 - Revelations
- 2004 - The Beast
- 2006 - Impressions in Blood
- 2009 - Necropolis
- 2011 - Welcome to the Morbid Reich
- 2014 - Tibi et Igni
- 2016 - The Empire
- 2020 - Solitude in Madness

### Con i Panzer X
- 2006 – Steel Fist (EP) (chitarra e cori)

### Collaborazioni
- 2003 – CETI - Shadow of the Angel (voce nel brano "Falcon's Flight")
- 2010 – Crionics - N.O.I.R. (EP) (voce nel brano "Moskau (Rammstein cover)")
- 2012 – Crystal Viper - Crimen Excepta (voce nel brano "Tyrani piekieł (Vader cover)" come Piotr "Peter" Wiwczarek)
- 2013 – Evil Machine - War in Heaven (voce nel brano "Onslaught (Power from Hell) (Onslaught cover)")
- 1990 – Impurity - In Pain We Trust (Demo) (basso)
- 1993 – Kingdom of the Lie - About the Rising Star (Demo) (chitarra solista)
- 1994 – Misya - Misya (presente nel brano "Carmen")
- 2013 – Sabaton - 40:1 (singolo) (voce come Piotr "Peter" Wiwczarek)
- 1988 – Slashing Death - Live at Thrash Camp (Demo) (voce addizionale)
- 2013 – The Sixpounder - The Sixpounder (voce addizionale)